# Eduard von Simson
Martin Sigismund Eduard von Simson (10 de noviembre de 1810-2 de mayo de 1899) fue un jurista alemán y distinguido político liberal del Reino de Prusia y el Imperio alemán que sirvió como Presidente del Parlamento de Frankfurt así como el primer presidente del Parlamento alemán y de la Corte Imperial. Fue ennoblecido por el Kaiser Federico III en 1888.

## Educación
Eduard Simson nació en Königsberg, Prusia Oriental, en una familia judía. La familia se convirtió al Protestantismo en 1823. Después del curso habitual en el Gymnasium de su ciudad natal, entró en su universidad en 1826 como estudiante de jurisprudencia, y especialmente Derecho Romano. Continuó sus estudios en Berlín y Bonn, y habiéndose graduado juris doctor, asistió a clase en la École de Droit en París. Retornando a Königsberg en 1831 se estableció como Privatdozent en Derecho romano, convirtiéndose dos años después en profesor extraordinario, y en 1836 en profesor ordinario, en la facultad de la universidad.

## Asamblea Nacional
Como muchos otros distinguidos juristas alemanes, pari passu con su actividad docente, Simson siguió la rama judicial de la profesión legal y, pasando rápidamente a través de las etapas subordinadas de auscultador y asesor, se convirtió en consejero (Rath) del Landgericht en 1846. En este año sostuvo la representación de Königsberg en la Asamblea Nacional en Frankfurt am Main, y tras su elección fue inmediatamente nombrado secretario, y en el transcurso del mismo año se convirtió sucesivamente en vicepresidente y presidente.

## Federico Guillermo IV
En Berlín el 3 de abril de 1849, Simson apareció en calidad de presidente a la cabeza de una delegación del Parlamento de Frankfurt para anunciar al rey Federico Guillermo IV su elección como emperador alemán por los representantes del pueblo. El rey, ya sea por temor a una ruptura con el Imperio austríaco, o por temor al detrimento de las prerrogativas de la corona prusiana si aceptaba esta dignidad de manos de una democracia, rechazó la oferta. Simson, amargamente decepcionado por el resultado de su misión, renunció a su asiento en el Parlamento de Frankfurt, pero en el verano del mismo año fue elegido diputado por Königsberg en la cámara popular del Landtag prusiano. Aquí pronto dejó su imprenta como uno de los mejores oradores en la asamblea. Miembro del efímero Parlamento de Érfurt de 1850, fue de nuevo convocado al asiento presidencial.

## Landtag prusiano
Tras la disolución de la asamblea de Érfurt, Simson se retiró de la política, y durante los siguientes años se dedicó exclusivamente a sus funciones académicas y judiciales. No fue hasta 1859 que reingresó a la vida pública, cuando fue elegido diputado por Königsberg en la cámara baja del Landtag prusiano, de la cual fue presidente en 1860 y 1861. En el primero de estos años alcanzó altos cargos judiciales como presidente de la corte de apelaciones en Frankfurt (Oder). En 1867, habiendo sido elegido miembro de la asamblea constituyente de la Confederación Alemana del Norte, de nuevo ocupó el asiento presidencial, como hizo también en el primer regular Reichstag Alemán del Norte y en el Reichstag del Imperio alemán que sucedió.

## Guillermo I
El 18 de diciembre de 1870, Simson llegó a la cabeza de una delegación al cuartel general alemán en Versalles para ofrecer la corona imperial al rey de Prusia en el nombre del recién elegido Reichstag. Las condiciones bajo las cuales Prusia podría aspirar a la hegemonía en Alemania por fin parecían haberse cumplido; ningún obstáculo, como en 1849, se interponía a la aceptación de la corona por el principal soberano de la confederación, y el 18 de enero de 1871 el rey Guillermo I de Prusia fue proclamado con toda la pompa emperador alemán en la Sala de los Espejos del Palacio de Versalles.

## Reichsgericht
Simson continuó como presidente del Reichstag hasta 1874, cuando se retiró de su asiento, y en 1877 renunció a su escaño en la Dieta, pero a petición de Otto von Bismarck, aceptó la presidencia del corte suprema de justicia (Reichsgericht). Cumplió en este alto puesto con gran distinción hasta su retiro final de la vida pública en 1891.
Su tumba se conserva en el cementerio protestante de Friedhof III der Jerusalems- und Neuen Kirchengemeinde (Cementerio nº III de las congregaciones Iglesia de Jerusalén y Nueva Iglesia) en Berlín-Kreuzberg, al sur de la Hallesches Tor.

## Órdenes y condecoraciones
- Reino de Prusia:
  - Caballero de la Real Orden de la Corona, 1ª Clase, 18 de enero de 1881[1]
  - Caballero de la Orden del Águila Roja, 1ª Clase (50 años) con Hojas de Roble y Banda Esmaltada de la Orden de la Corona Real, 15 de mayo de 1883[1]
  - Caballero de la Orden del Águila Negra , 1888